# Pärnu-Jaagupi
Pärnu-Jaagupi je městys v estonském kraji Pärnumaa, samosprávně patřící do obce Põhja-Pärnumaa.

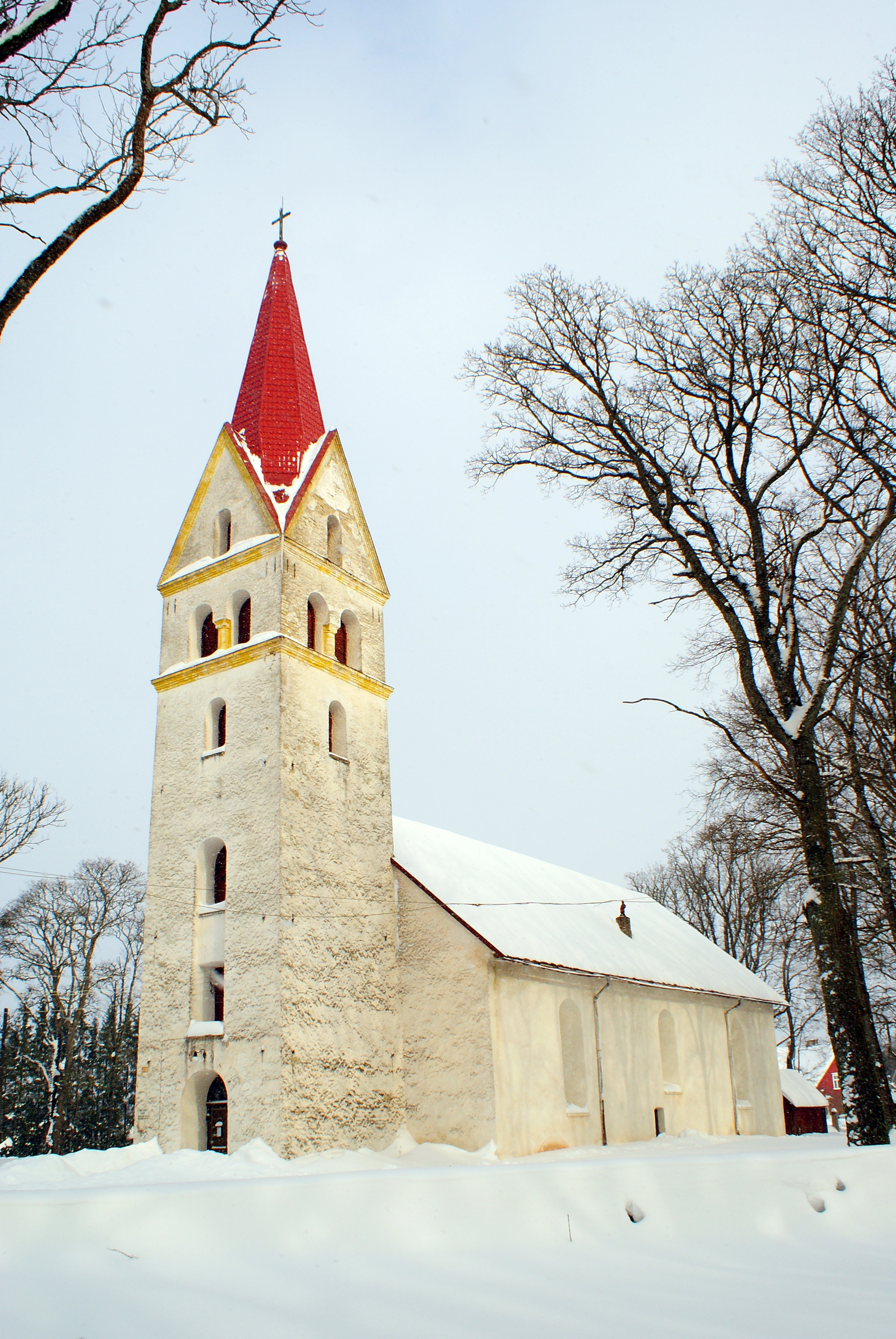